# Дюн (филм, 2021)
„Дюн“ (на английски: Dune) е американски епичен научнофантастичен филм от 2021 година, режисиран от Дени Вилньов по сценарий на Вилньов, Джон Спейтс и Ерик Рот. Това е първият филм от планираната адаптация в две части на едноименния роман от 1965 година на Франк Хърбърт. Във филма участват Тимъти Шаламе, Ребека Фъргюсън, Оскар Айзък, Джош Бролин, Стелан Скарсгорд, Дейв Батиста, Стивън Маккинли Хендерсън, Зендeя, Чанг Чен, Шарън Дънкан-Брюстър, Шарлот Рамплинг, Джейсън Момоа и Хавиер Бардем.
Премиерата на „Дюн“ е на 78-ия Филмов фестивал във Венеция на 3 септември 2021 г. Уорнър Брос Пикчърс пуска филма по кината международно в IMAX, 3D и RealD 3D на 15 септември 2021 г., а премиерата в САЩ е на 22 октомври и по HBO Max на 21 октомври. Филмът получава положителни отзиви, като са изтъкнати сценария, режисурата на Вилньов, актьорските изпълнения и музиката на Ханс Цимер.
Филмът е трета адаптация на „Дюн“ след филма от 1984 г. на Дейвид Линч, в който е финансов провал, и ТВ филма от 2000 г. на Джон Харисън.

## Сюжет
Внимание:  Текстът по-долу разкрива сюжета на произведението (или части от него)!
Падишах-императорът Шедъм IV дава във владение на дук Лито от династия Атреиди, владетел на океанската планета Каладан, пустинната планета Аракис, единственият източник на „подправката“ във Вселената – уникално вещество, което удължава човешкия живот и осигурява междузвездно пътуване. Династията Атреиди трябва да замени Династията Харконен на планетата, която се управлява от барон Владимир Харконен. Династията Харконен напуска Аракис, като преди това прави оборудването за добив на „подправката“ напълно неизползваемо, но граф-регент на Глосу Рабан Харконен (по прякор „Звярът“), племенник на барона, отказва да се подчинява на заповедите на Шедъм IV. Но барон Харконен разбира хитрия план на падишах-императора. Веднага след като династия Атреиди се премести да живее от родната си планета във враждебния Аракис, Шедъм IV ще унищожи всички с помощта на своите безмилостни сардаукари и ще помогне на династия Харконен да си върне планетата.
Дук Лито е разтревожен от това назначение, но вижда в него възможност да сключи мир със свободните. Това са местните жители на Аракис, които позволяват на извънземните да получат „подправката“, но ги молят да не се намесват в живота им, който тече според собствените им закони и обичаи. По-рано граф-регент на Глосу Рабан Харконен унищожава свободните с нечовешка жестокост, но сега дук Лито възнамерява да установи мир с местните жители. Заедно със сина си Пол и наложницата Джесика, дукът пристига в Аракис.
Лейди Джесика е една от сестрите на Бин Джезърит, мистериозно мистично общество с изключителни физически и умствени способности. Според генетичния експеримент на това общество за създаване на супермен, Джесика е трябвало да роди дъщеря, но от любов към дука тя е родила син. Съветниците на дук Лито – Дънкан Айдахо, Гърни Халек и Туфир Хауът – учат младия Пол на бойни изкуства, а самата лейди Джесика учи сина си на изкуството Бин Джезърит: да вижда бъдещето и да командва хора и животни с помощта на един вид „вътрешен глас“. Пол непрекъснато има видения, в които младият наследник вижда красиво момиче от свободните, което се кара с някого. След като научава за тези видения, личната магьосница на Шедъм IV, Светата Майка Гайъс Хелън Мохайъм, ръководител на обществото Бин Джезърит, лично се среща с Пол и го подлага на изпитание, което младежът успешно преодолява. Знаейки, че династия Атреиди ще бъде унищожена на Аракис, Светата Майка се среща с барон Харконен и настоява Пол и Джесика да не бъдат наранени по време на преврата. Владимир Харконен привидно дава дума на магьосницата, но няма да пощади никого.
Дук Лито, Джесика и Пол живеят в бившата крепост на Харконен. Лито преговаря с вожда на свободните Стилгар, надявайки се да сключи мир със свободните. По време на опознавателен полет над повърхността на планетата, Лито, Пол, Гърни и д-р Лайът-Кайнс стават свидетели на атака на пясъчен червей върху машина, която произвежда „подправка“. Гигантският червей поглъща колата, но дукът помага за спасяването на екипа. Пол, който също участва в спасителната операция, диша наситения с „подправка“ въздух и виденията му рязко се засилват.
След неуспешен опит за убийство на Пол от агент на Харконен, дукът привежда войниците в повишена готовност. Но до Лито стои предател, сук-доктор Уелингтън Юи. Съпругата му е заловена от барон Владимир и за да я спаси, докторът изключва силовите щитове в крепостта, което позволява на армията на Харконен и сардаукарите на падишах-императора да смажат войските на Атреидите. Освен това докторът парализира дука, но успява да замени един от зъбите на Лито с капсула с отровен газ, за да убие барон Харконен. По време на срещата с барон Владимир дукът успява да захапе газовата капсула, която моментално убива всички придворни на Харконен, но баронът, след като получава тежко отравяне, оцелява.
Династията Атреиди е напълно разрушена. Дънкан Айдахо, един от спътниците на дука, лети в пустинята с орнитоптер и лейди Джесика и Пол са заловени. Барон Владимир, спомняйки си думата, която е дал на великата магьосница, не посмява да убие пленниците. Той заповядва да бъдат изхвърлени в пустинята, надявайки се, че там ще ги изядат гигантските червеи. Използвайки „вътрешния глас“, майката и синът убиват своите похитители. Те намират комплекта за оцеляване, който лекарят им е оставил, и там Джесика усеща смъртта на дук Лито. Така младият Пол става новият ръководител на династия Атреиди.
Дънкан и д-р Лайът-Кайнс намират Пол и Джесика в пустинята. Отиват до стара екологична станция, но скоро са проследени от сардаукари. Дънкан и другите свободни хора се жертват, за да позволят на Джесика, Пол и д-р Лайът-Кайнс да избягат. Кайнс умишлено привлича вниманието на пясъчния червей, който поглъща нея и няколко сардаукари. Пол и Джесика достигат далечните краища на пустинята и срещат свободните, техния водач Стилгар и момичето Чани, което Пол постоянно вижда във виденията си. Един от свободните Джеймис отказва да се примири с присъствието на Пол и Джесика и Пол убива Джеймис в ритуален дуел. Противно желанието на майка си, Пол решава да се присъедини към свободните, за да изпълни мечтата на баща си да внесе мир в Аракис.

## Актьорски състав
| Актьор                    | Роля                                                                           |
| ------------------------- | ------------------------------------------------------------------------------ |
| Тимъти Шаламе             | Пол Атреидски – наследник на династия Атреиди                                  |
| Ребека Фъргюсън           | Джесика Атреиди – майка на Пол Атреидски                                       |
| Оскар Айзък               | Лито I Атреидски – дук Лито I Атреидски, баща на Пол                           |
| Джош Бролин               | Гърни Халик – оръжеен майстор и учител по фехтовка на Пол Атреидски            |
| Стелан Скарсгорд          | Барон Владимир Харконен – глава на династия Харконен                           |
| Дейв Батиста              | Глосу Рабан Харконен – племенник на барон Харконен                             |
| Стивън Маккинли Хендерсън | Туфир Хауът – ментор на династия Атреиди                                       |
| Зендая                    | Чани – млада свободна жена                                                     |
| Дейвид Дастмалчиан        | Пайтър дьо Врие – ментор на династия Харконен                                  |
| Чанг Чен                  | Уелингтън Юи – сук-доктор на династия Атреиди                                  |
| Шарън Дънкан-Брюстър      | д-р Лайът-Кайнс – имперски еколог и съдия за промяната на Аракис               |
| Шарлот Рамплинг           | Гайъс Хелън Мохайъм – Света Майка от Бин Джезърит и имперска жрица на истината |
| Джейсън Момоа             | Дънкан Айдахо – дясна ръка на дук Лито I Атреидски                             |
| Хавиер Бардем             | Стилгар – един от лидерите на свободните хора на Аракис                        |
| Бабс Олусанмокун          | Джеймис – свободен от Сийч Табр                                                |
| Бенджамин Клементин       | Предвестник на промяната, ръководител на имперска делегация в Каладан          |
| Голда Рошевел             | Шадоут Мейпс – свободна, работеща като прислужница за династия Атреиди         |
| Роджър Юан                | лейтенант Ланвил – заместник на Гърни Халек                                    |

## Интересни факти
- Първоначално е планирано малка роля във филма да бъде дадена на Стинг, който играе ролята на Фейд-Рота в „Дюн“ на Дейвид Линч (1984), но това така и не се осъществи.
- Това е третият пореден научнофантастичен филм, режисиран от Дени Вилньов след „Първи контакт“ (2016) и „Блейд Рънър 2049“ (2017).
- В този филм актьорите Джош Бролин (Гърни Халек) и Хавиер Бардем (Стилгар) се срещат отново след 14 години. Преди това те играят заедно във филма от 2007 г. „Няма място за старите кучета“.
- Тимот Шаламет е на 23 години, когато играе Пол Атреидски, две години по-млад от актьора Кайл Маклоклан, който играе същата роля във филмовата адаптация от 1984 г. В оригиналния роман Пол е на 15 години.
- Филмовият композитор Ханс Цимер е голям фен на „Дюн“. За да участва в създаването на този конкретен филм, Цимер отказва да работи с режисьора Кристофър Нолан по филма „Тенет“ (2020).
- В интервю за Empire Magazine режисьорът Дени Вилньов описва процеса на създаване на масивни пясъчни червеи: „Говорихме за всяко малко нещо, което би позволило такъв звяр, от текстурата на кожата до образа на устата. Това беше година на дизайнерска работа и търсене на идеалната форма, която изглежда достатъчно праисторическа.“
- Дени Вилньов гледа на барон Владимир Харконен (изигран от Стелан Скарсгорд) като на „носорог в човешка кожа“ и затова Скарсгорд трябваше да прекарва седем часа на ден в нанасяне на грим.
- Сцени от океанския свят на Каладан са заснети в Stadlandet, Норвегия. Повечето от сцените в пустинния свят на Аракис са заснети в Йордания и региона Абу Даби (ОАЕ).
- Това е първият филм на Дени Вилньов, заснет с широкоъгълни камери и обективи Panavision.
- Във филма „Дюн“ от 1984 г. всички Харконени са изобразени като червенокоси, в този филм всички те са плешиви.
- Актрисата Ребека Фъргюсън изиграва „майката“ на Тимъти Шаламе, въпреки факта че е само с 12 години по-голяма от него.
- Филмът съдържа редица разлики в костюма на свободните. Първоначално костюмът е проектиран да улавя влагата и включва маска, която покрива устата. Но решават да изоставят маската, тъй като по време на разговор няма да се виждат устата на героя и изражението на лицето му. Друга неточност е, че костюмът на свободните е направен тъмен, тъй като това прави актьорите много по-видими и ясно видими в кадъра. В оригинала костюмът на свободни е в цвета на пустинята, за да улесни маскирането на свободните.

## В България
В България филмът е пуснат по кината на 22 октомври 2021 г. от „Александра Филмс“.
През 2022 г. е издаден на Blu-Ray диск за домашна употреба със субтитри на български език.
На 8 март 2022 г. е достъпен в Ейч Би О Макс.
На 13 март 2022 г. е излъчен за първи път по Ейч Би О в неделя от 21:00 ч.
На 4 март 2024 г. се излъчва премиерно по „Би Ти Ви Синема“ в понеделник от 21:00 ч. с български дублаж за телевизията. Екипът се състои от:
| Обработка           | студио „Медиa Линк“                                                                |
| ------------------- | ---------------------------------------------------------------------------------- |
| Озвучаващи артисти  | Милица Цветкова Петя Абаджиева Мартин Герасков Радослав Рачев Георги Георгиев-Гого |
| Преводач            | Силвия Вълкова                                                                     |
| Тонрежисьор         | Стамен Янев                                                                        |
| Режисьор на дублажа | Мария Ангелова                                                                     |